# Gilja
Gilja is een plaats in de Noorse gemeente Gjesdal, provincie Rogaland. Gilja telt 265 inwoners (2007) en heeft een oppervlakte van 0,29 km².